# Porcellio buchneri
Porcellio buchneri is een pissebed uit de familie Porcellionidae. De wetenschappelijke naam van de soort is voor het eerst geldig gepubliceerd in 1933 door Karl Wilhelm Verhoeff.